# یواس‌اس نویگیتور (ای‌تی‌ای-۲۰۳)
یواس‌اس نویگیتور (ای‌تی‌ای-۲۰۳) (به انگلیسی: USS Navigator (ATA-203)) یک کشتی است که طول آن ۱۴۳ فوت (۴۴ متر) می‌باشد. این کشتی در سال ۱۹۴۴ ساخته شد.